# 米村弘
米村 弘（よねむら ひろし、生年不明 - 1953年1月11日）は、日本の軍人、スパイ。
太平洋戦争においてF機関工作員としてタイに潜伏、インド国民軍の編成や戦後のインド独立に影響を与えた藤原岩市の指揮でマレー作戦、ハリマオ工作に従事。

## 経歴
陸士54期相当。陸軍中野学校で訓練を受ける。1941年時点の階級は少尉。同年10月に藤原少佐の傘下でF機関（藤原機関）の工作員となる。山口源等中尉、土持則正大尉、中宮悟郎中尉、瀬川清治少尉、滝村正巳軍曹と共にタイ潜伏後、タイランド・ホテルのボーイに変装する。米村は現地でハリマオとして名をはせていた盗賊、谷豊と接触し、土持の前で谷の記念撮影に応じた。
太平洋戦争が開戦すると、米村はシンゴラで待機し、上陸する日本軍に合流した。米村は神本利男と共に、インド独立連盟宣伝班を連れてバタニ＝べトン街道に進軍中の安藤支隊と合流、宣撫工作を行う。また、英印軍内のインド兵を対象に離反工作を展開し、多数の投降者を日本側に引き入れる活動をした。更にインド兵捕虜を活用すべく土持、中宮、国塚一乗少尉とともにに教育を行い、寝返り工作に利用した。米村はインド工作のみならず、ハリマオ工作も対応した。米村はマレー人に変装して谷と合流、カンパルの英軍基地の後方で攪乱工作に従事。ペラク川上流の大ダムの爆薬撤去に貢献した。しかし、橋梁爆破装置の撤去には失敗、藤原に報告する際米村は無念がる様子だったという。藤原は米村が簡単なマレー語会話が支障なく使えるようになったことに着目し、YMAの連絡主任に任命。YMAのマレー人を宣伝工作用に教育、海岸方面に潜入させた。カンパルでは米村が藤原に谷を紹介し、昼食として皆でカレーライスを食べた。しかし、この頃までに谷はマラリアに冒されつつあり、米村と神本は谷に懸命の看護をするも病状は悪化、シンガポール陥落後の1942年3月17日、病死した。
英軍降伏後、米村は中宮中尉と共5万余りのインド兵捕虜を収容可能な施設を調査し、接収式の会場をファラーパークに選定した。そして藤原、モーハン・シン、プリタム・シンによるインド国民軍健軍の演説を行い、捕虜たちにインド解放の支援を促した。1942年末、中尉に昇進した米村は印緬工作のためアキャブ出張所に配属。1943年8月にホマリン出張所長となる。現地到着後、直ちに軍の出張所機関である西機関に協力を依頼し、現地住民の協力者確保や兵要地誌の調査を行った。尚ホマリン調査には藤原も関与したという。1944年、光機関員となった米村はインパール作戦に従事した。終戦時の階級は大尉、参謀本部付属。戦後は三木刃物に就職。1950年1月から10月まで三木商工の事務局長を務めた。

## 最期
1953年1月11日午後7時頃、米村は宿泊先の台北市永楽ホテルで遺書二通を残し、自殺した。現地では首吊り自殺と報じられた。遺書は岡田勇ら経営者一族、妻美知子に宛てたもので、藤原や戦友への記述はなかったとみられる。動機は仕事が思わしくなかったこと、ホームシックによるものだと推定された。また、読売新聞は勤務先を「三樹金物輸出会社」、氏名を「米村宏」と表記した。後年陸軍中野学校関係者が出版した書籍では事故死と記載した。享年34。

## 人物
国塚は自著『インパールを越えて F機関とチャンドラ・ボースの夢』の中で、米村を「愉快な男であった。また才人でもあった。薄い髪の毛をふり乱しながら、軽妙な語り口で、つらい作戦のことも面白く話して聞かせた。いまなら大阪の吉本興業にでも入れば、めずらしい経歴の異能力者として大成したであろう」と評した。尚、国塚は米村の最期を「戦死」とした。